# Cacareco (escola de samba)
AC Cacareco é uma escola de samba de Belém do Pará, participante do Grupo 2 do carnaval da cidade.
Em 2011, foi a sétima a desfilar pelo segundo grupo.

## Carnavais
| Ano  | Colocação | Grupo | Enredo                   | Ref.  |
| ---- | --------- | ----- | ------------------------ | ----- |
| 2009 | 8º lugar  | 2     |                          | [ 3 ] |
| 2011 |           | 2     | Amor, o lado bom da vida |       |